# Juan José Tramutola
Juan José Tramutola (Buenos Aires, 21 de octubre de 1902-Buenos Aires, 23 de agosto de 1991) fue un entrenador de fútbol argentino. Dirigió a la Selección de fútbol de Argentina con la que fue campeón de la Copa América 1929 y finalista de la Copa Mundial de Fútbol 1930.

## Trayectoria
Como entrenador de la selección argentina ganó la Copa América 1929 y fue finalista de la Copa del Mundo 1930. Era entrenador del equipo junto con Francisco Olazar. De esta manera, se convirtió en el director técnico más joven de la historia de la Copa del Mundo, teniendo tan solo 27 años y 267 días cuando Argentina jugó el primer partido contra la selección de Francia.
Además, fue también entrenador de Boca Juniors en 1938, de Tigre en 1943 y de Ferro Carril Oeste en 1948.

## Equipos
| Equipo                           | País      | Año       |
| -------------------------------- | --------- | --------- |
| Selección de fútbol de Argentina | Argentina | 1929-1930 |
| Chacarita Juniors                | Argentina | 1930      |
| Boca Juniors                     | Argentina | 1937-1938 |
| Tigre                            | Argentina | 1943      |
| Ferro Carril Oeste               | Argentina | 1948      |

## Palmarés

### Campeonatos internacionales
| Competición                 | Equipo              | Sede      | Resultado  |
| --------------------------- | ------------------- | --------- | ---------- |
| Copa América 1929           | Selección Argentina | Argentina | Campeón    |
| Copa Mundial de Fútbol 1930 | Selección Argentina | Uruguay   | Subcampeón |